# Windows ML
Windows ML ist eine Programmierschnittstelle (API) von Microsoft für maschinelles Lernen auf Windows-Betriebssystemen. Ziel ist es nach Microsoft, KI-Anwendungen mit künstlich neuronalen Netzen auf mehr Client-Rechner zu bringen und es Entwicklern zu erleichtern, KI-Software lokal auf dem Client-PC auszuführen. Dadurch soll sich auch Bandbreite einsparen und die Latenzzeit, etwa bei der Bildauswertung, senken lassen.
Dafür werden unter anderem KI-Beschleuniger wie die Visual Processing Unit (VPU) Movidius Myriad X von Intel eingesetzt. Andere Grafikchips und die CPU wird aber auch unterstützt. Zur Übertragung der Traingsdaten für die lokalen neuronalen Netze (CNN) verwendet Windows ML das Open Neural Network Exchange Format ONNX. Trainings der KI können in der Microsoft Azure-Cloud vorgenommen werden.
Windows ML soll bei dem nächsten Windows 10-Update erscheinen.